# キャベツ
キャベツ（英: Cabbage、学名: Brassica oleracea var. capitata）は、アブラナ科アブラナ属の多年草。

## 形態
草本植物で分岐しない太く短い茎を持ち、葉は茎に対して互生する。節間は殆ど伸長せず、ロゼットの一種とされる。葉は8枚で3周する3/8の螺旋性で、個体によって右巻きのものと左巻きのものがある。個々の葉は太い葉脈を持ち羽状脈である。生育中期に結球する性質があり、成長するにつれて中心の若い葉が立ち上がり、やがて中心部は何層にも包まれた外観になる。外側の何枚かの葉は結球せずに拡がっている。この葉の部分を外葉という。
花期になると結球が解け、また茎が分岐し花茎が伸びる。これを抽苔（いわゆるトウダチ）という。花はいわゆる「菜の花」型で色は黄色。アブラナ科に一般の4枚花弁の離弁花である。果実はアブラナ科に共通の角果、種子は黒色で艶は無く、1000粒重は4.3g程度である
発芽は地上性（英: epigeal germination）で子葉は種子の殻を持ちあげて地上に出てくる。このタイプの子葉は胚乳の栄養を吸い取る吸器、および最初に光合成をおこなう器官という2つの役割がある。子葉はアブラナ科によく見られる心臓形のもので、本葉からキャベツらしいものになる。
根系は水平根が多い。

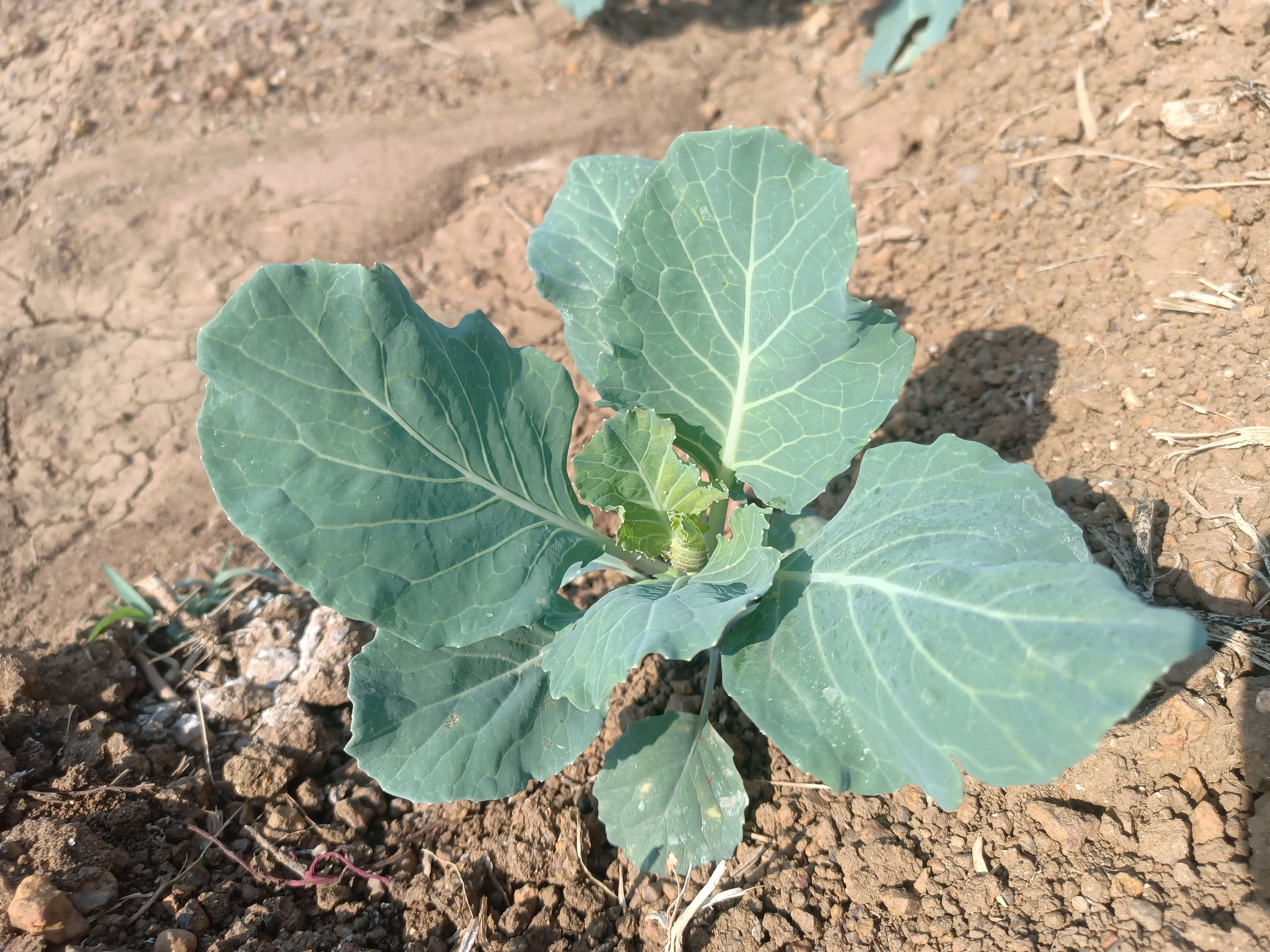
無結球期のキャベツ
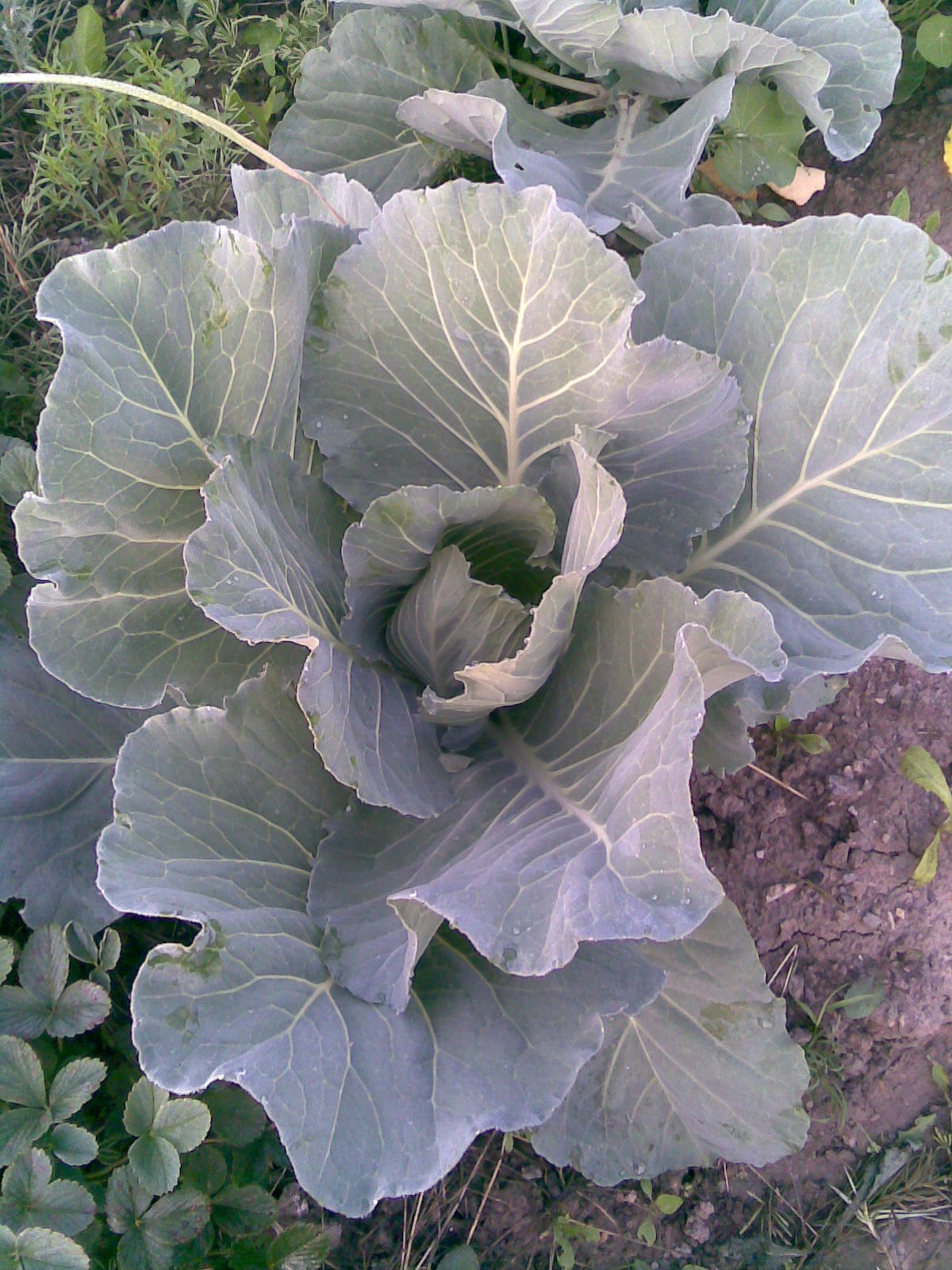
中心部の葉が立ち始めた
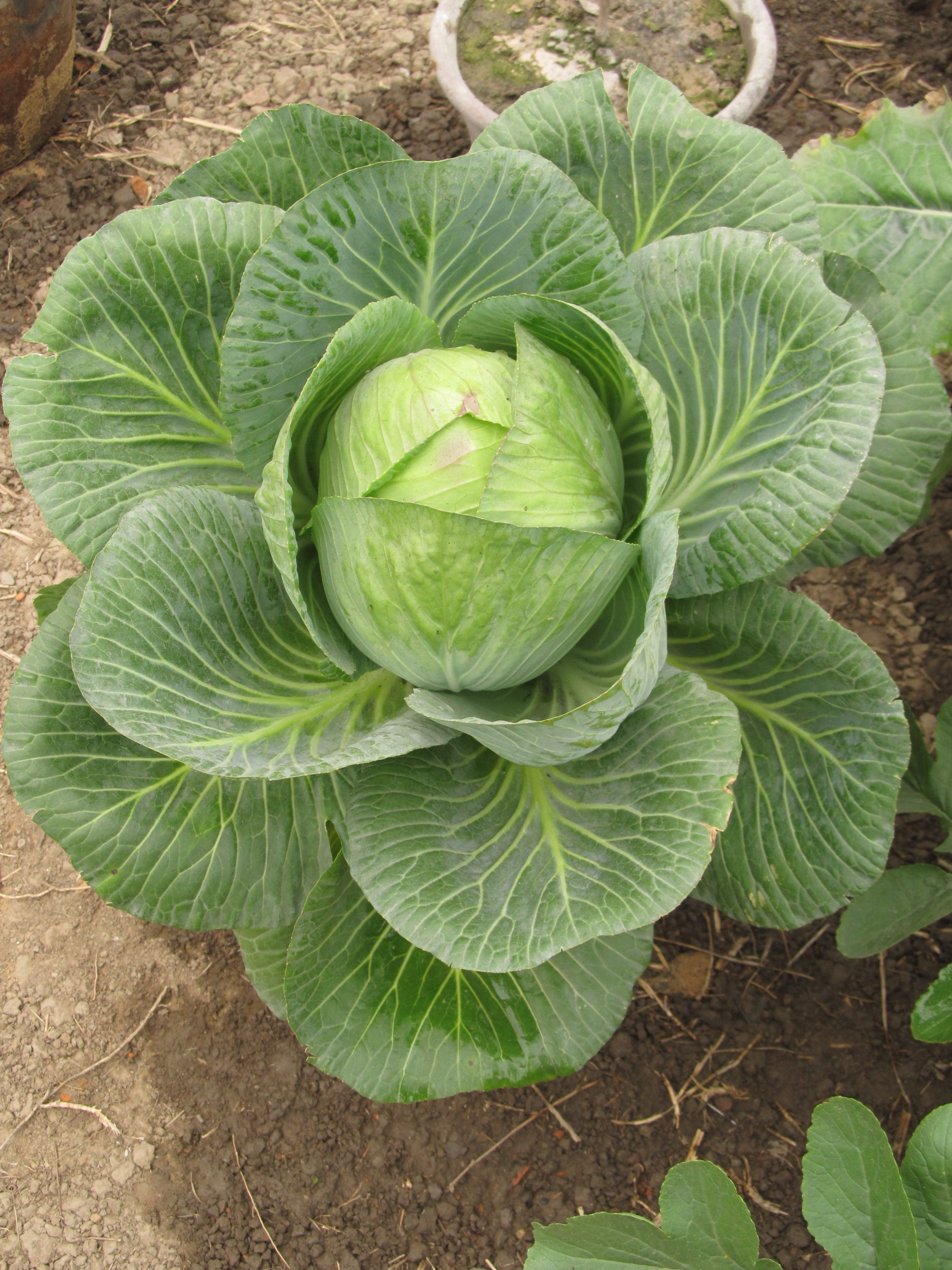
結球部と外葉
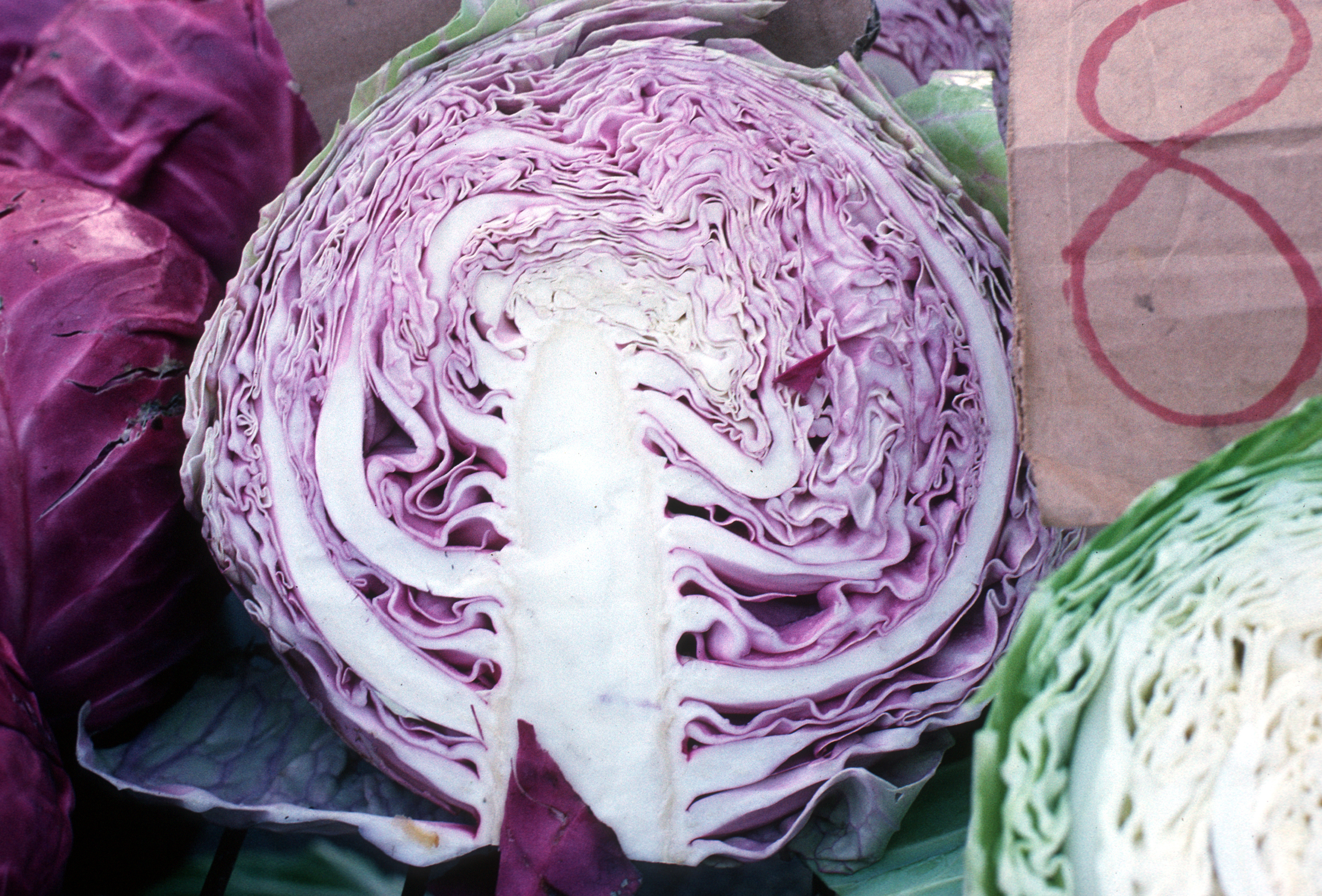
結球部の切断面。茎は1本で太く短い。節間が殆どないのがわかる。
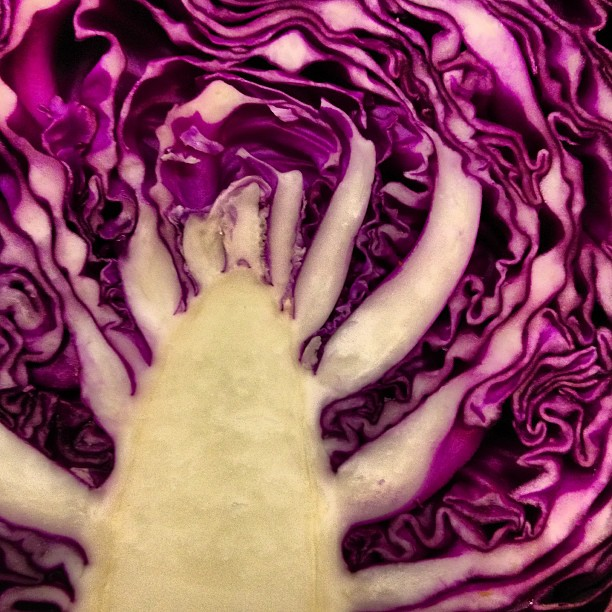
茎頂部拡大
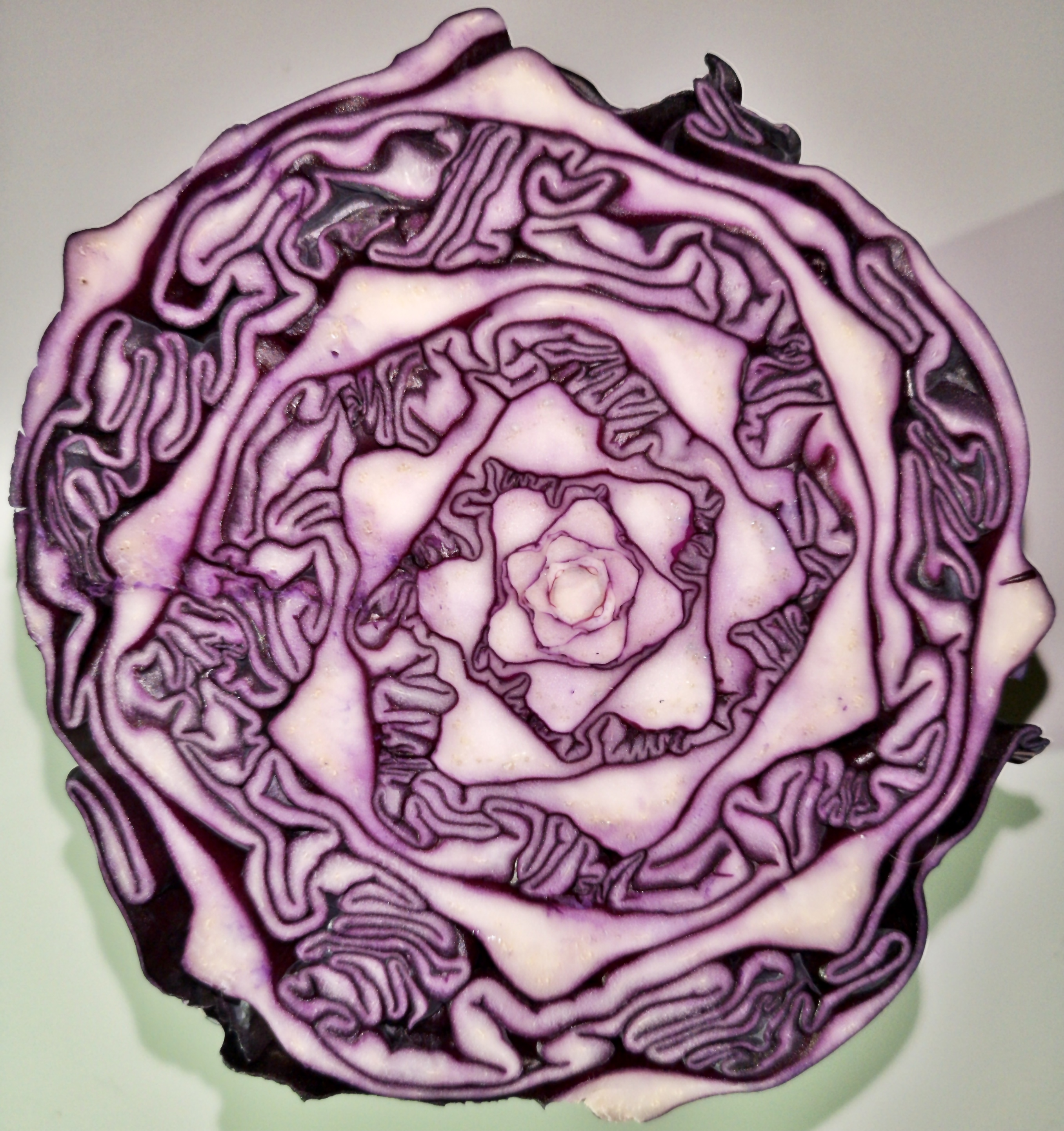
結球の横断面。葉は螺旋を描きながら生える
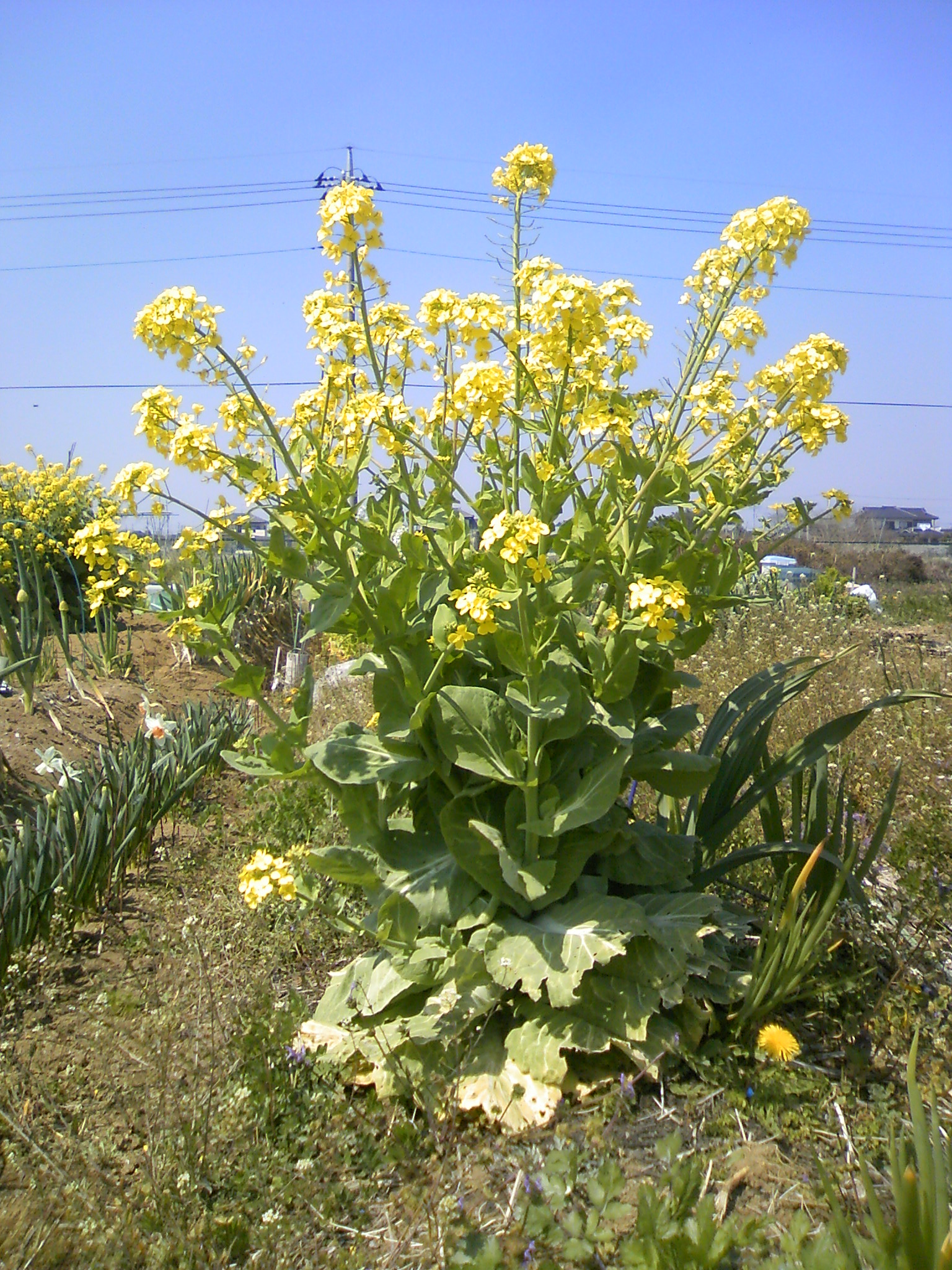
開花期のキャベツ。結球が解け花茎が伸びている

## 生態
原産地はヨーロッパとされ、イギリスやフランスなどの海岸地帯、また地中海岸沿いの幾つかの地域で原種が見つかっている。
ヨーロッパ各地に分布するテラロッサやレスといった石灰岩質の土壌に適応しており、原種植物もそのような場所に多い。
発芽適温は15℃程度。
結球は外葉が20枚前後の時に始まり、これは品種による差が見られない。結球の形は品種による差もあるが、同一品種の場合は日長にも影響を受ける。結球期に外葉を除去すると結球が一部解けて、外側の葉が新しい外葉になる。しかし、遮光すると外葉を除去しても結球は解けないという面白い性質がある。ハクサイやレタスも含め、結球する野菜の葉の立ち上がりと結球などは明るさや植物ホルモンによるものであることがわかっている。
多くの植物の根は菌類との共生関係である菌根を形成することが知られているが、例外的にキャベツを含むアブラナ科やサトイモ科、ナデシコ科などの一部のグループは菌根形成が見られないことが多いことが知られている。ただし、これらでもある種の植物との混植や根の薬剤処理を行うと菌根形成が見られることがあるといい、キャベツの場合はアーバスキュラー菌根で、ニラとの混植で菌根形成が見られるという。細胞内寄生となるアーバスキュラー菌根ではないが、エンバクおよびユーカリから抽出された菌類を与えたキャベツ種子は発芽促進と最終発芽率向上などの効果が見られるという。
花芽はある程度の期間低温に晒されることにより分化する性質があり、花芽分化後に高温条件になると抽苔が始まる。この性質のために自然な条件下での開花時期は春である。アブラナ科植物の多くの種と同じくキャベツも自家不和合性が強く、効率的な受粉には他個体の花粉を必要とする。雌蕊柱頭に付着した自家花粉は発芽伸長が阻害されるが、一方で開花末期では不和合性が弱まり自家受精も行うという面白い性質（「末期受精」などと呼ばれることがある）がある。アブラナ科の自家不和合性については世界各地で研究され様々な報告がある。日本語で読める総説論文に日向（1974）などがある。
キャベツを含むアブラナ科の植物の葉はモンシロチョウ属（Pieris）の幼虫の食草として有名である。モンシロチョウ属にはアブラナ科植物を食べるものが多いが、日当たりの程度や植物によって幾らか住み分けしており、日本のキャベツに多いのは狭義のモンシロチョウ（Pieris rapae）とされる。幼虫は終齢時で約3㎝、頭は丸く緑色の芋虫状である。蛹は腹面接着タイプで色は緑。多化性で寒冷地で年2,3回程度、暖地ではそれ以上発生し、越冬形態は蛹を基本とするが暖地では幼虫越冬もみられる。このほかに、ヨトウムシやハムシもキャベツを食べている。

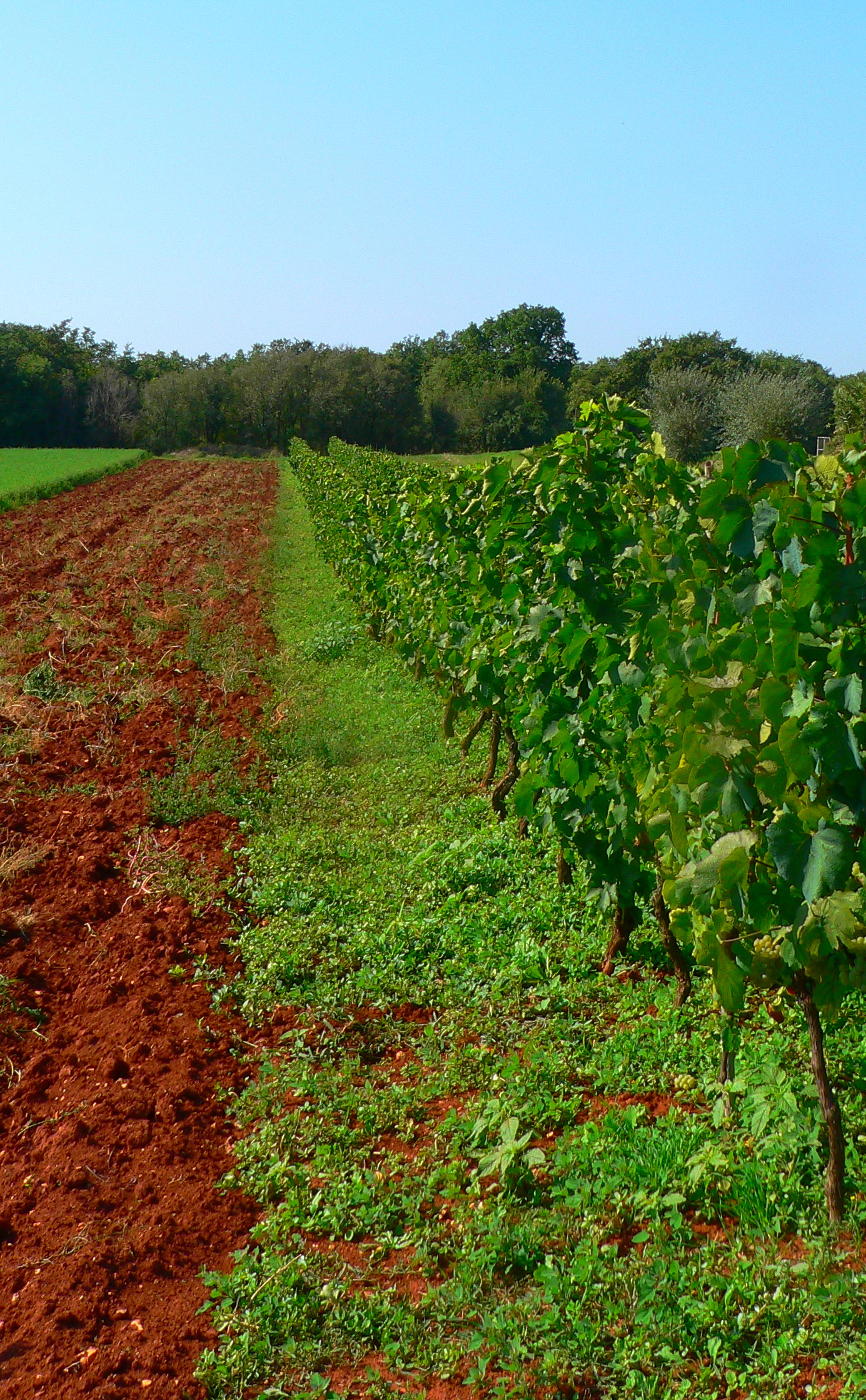
風化石灰岩の赤い土壌テラロッサ
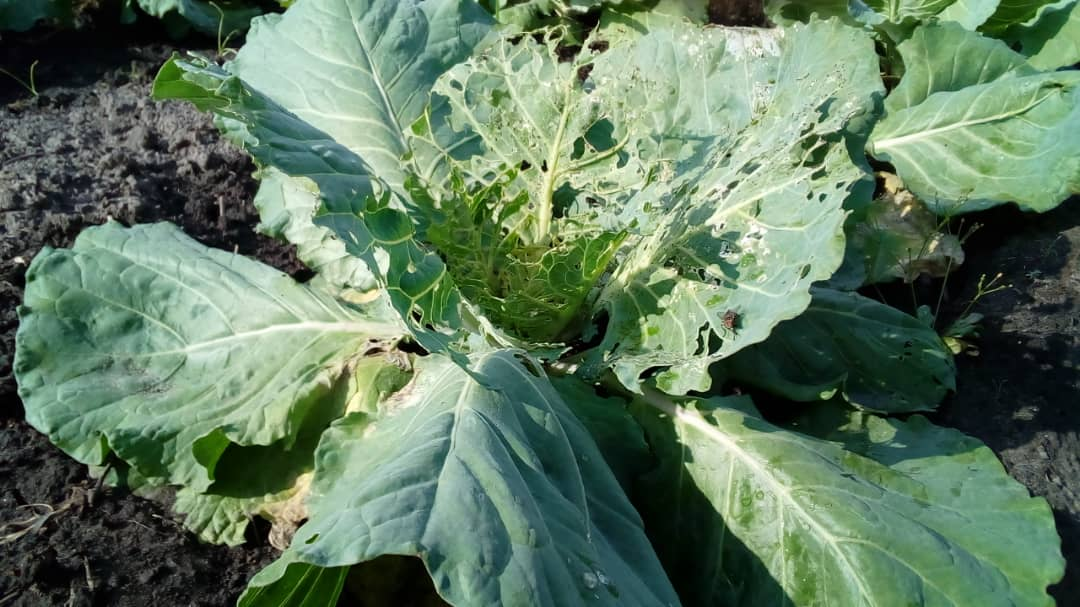
昆虫に食べられたキャベツの葉

## 分類学上の位置づけ
ダイコンやナタネなどと同じアブラナ科に属し、花はいわゆる「菜の花」になりよく似ている。しばしば見た目や用途の似ているレタスと並べて「キャベツ・レタス」と並列されるが、レタスはキク科で縁遠い。アブラナ科の中ではブロッコリー、カリフラワー、メキャベツ。コールラビなどと同じで、ヨーロッパに分布する野草のヤセイカンラン（Brassica oleracea）の形質を調整して作成されたものである。
自家不和合性を活かし、雑種により多数の品種が生み出されている。形態的には外葉の大きさや形、結球の色、形、硬さなどで分けられる。分け方には熟期、作型による分類など人によって様々である。以下は形態及び熟期を考慮した代表的な品種群で、新野菜全書（1976）に載っているものである。
- 1、ウィングスタッド群（winningstadt cabbage） 球の尖る早生品種。
- 2、コペンハーゲンマーケット群（copenhagen market cabbage） 外葉が少なく茎も短い。結球は円形で早生品種。
- 3、フラットダッチ群（flat dutch cabbage） 球が扁平な品種で葉は内に巻く。外葉は大きく全体的に色がやや薄い。
- 4、サボイ群（savoy cabbage）縮緬模様の葉を持つ品種。品種単位ではなく変種単位での違いだとされる。
- 5、ダニッシュボールヘッド群（Dannish ballhead cabbage）外葉大きく少ない。結球は円形、晩生品種で貯蔵性も高い。
- 6、アルファ群（alpha） 小型早生品種で結球は硬い。
- 7、ボルガ群
- 8、レッドキャベツ群（red cabbage） いわゆる紫キャベツのグループで、サボイ同様品種ではなく変種単位での違いだとされる。

日本で使われる品種ではフラットダッチ群のものが最も一般的で、早生の場合コペンハーゲンマーケット群、晩生の場合はダニッシュボールヘッド群も多いという。

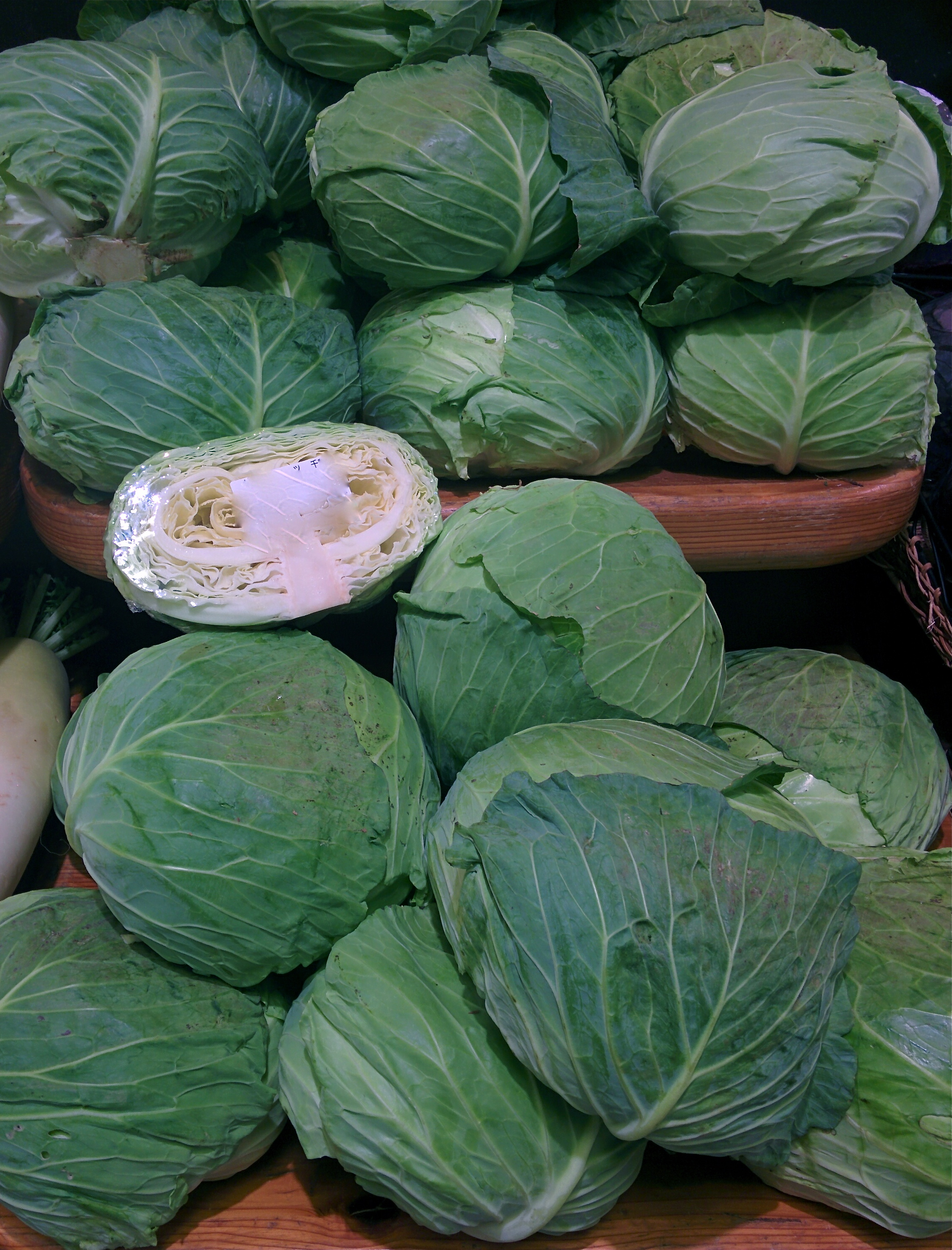
扁平なフラットダッチ系キャベツ
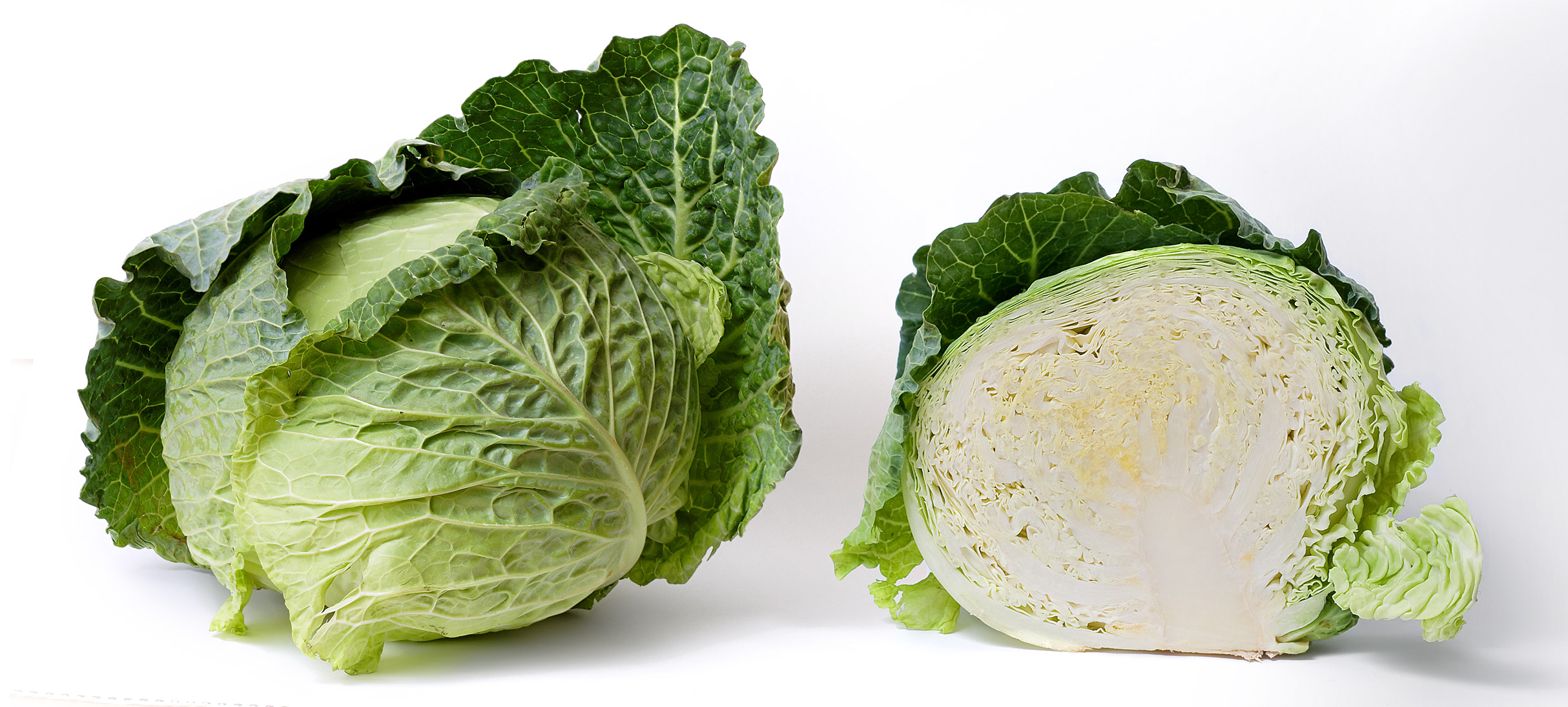
断面が丸い品種
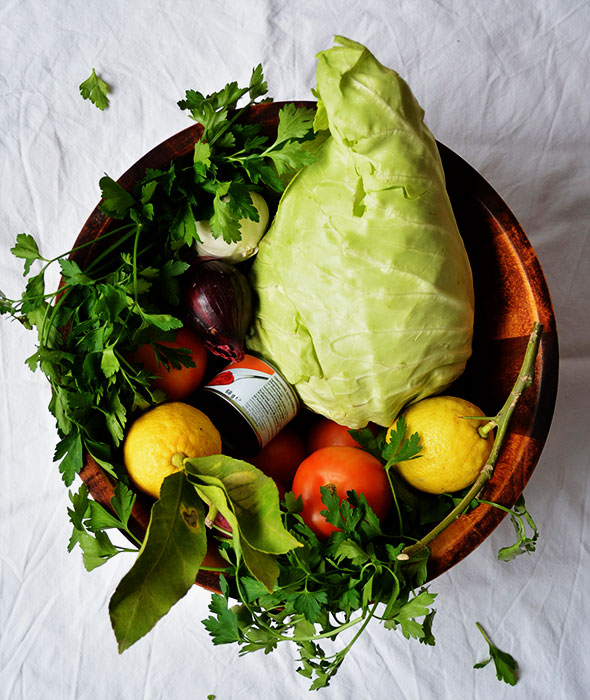
タケノコ型のウィングスタッド系キャベツ（画面右上）
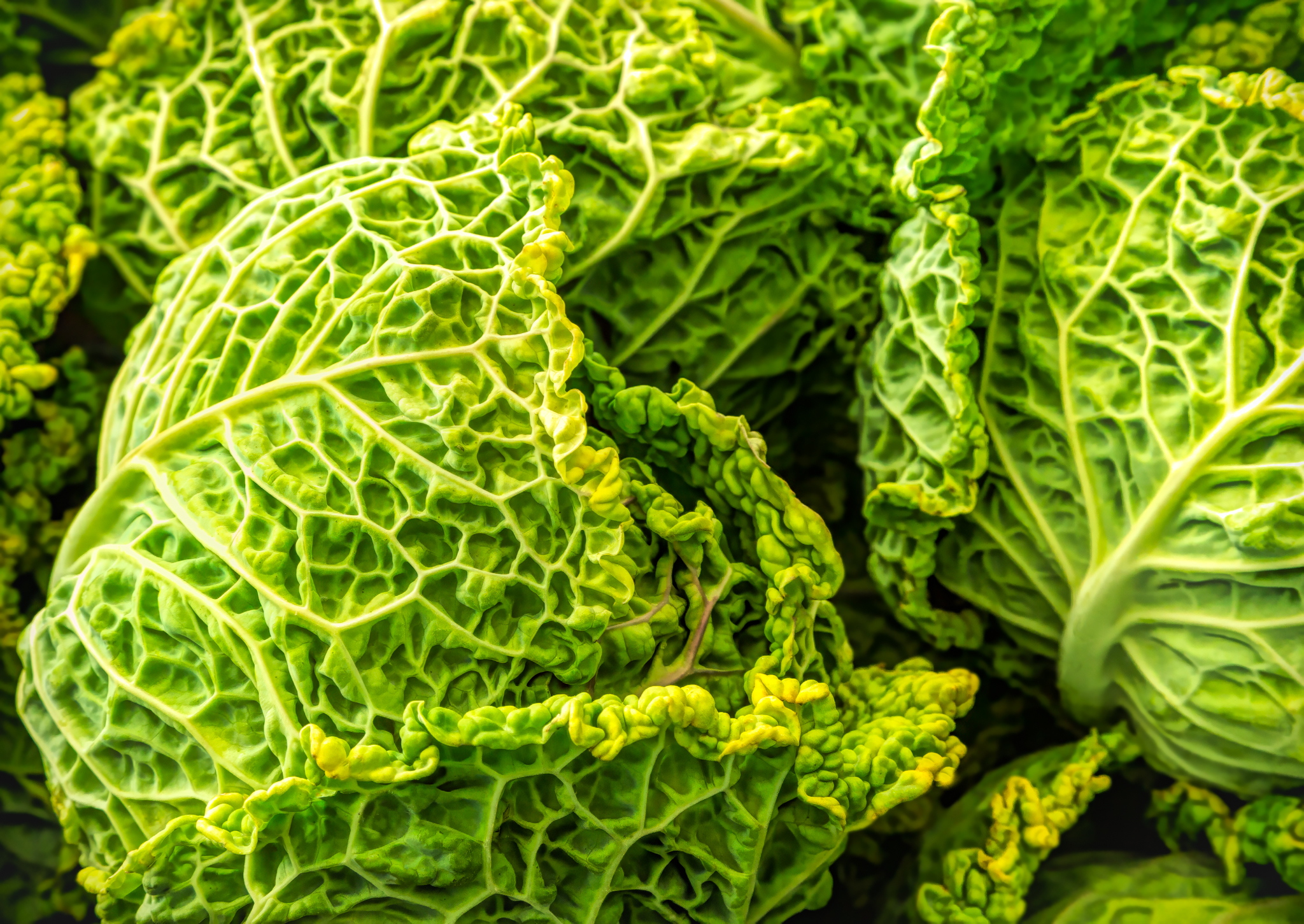
縮緬模様が特徴のサボイキャベツ
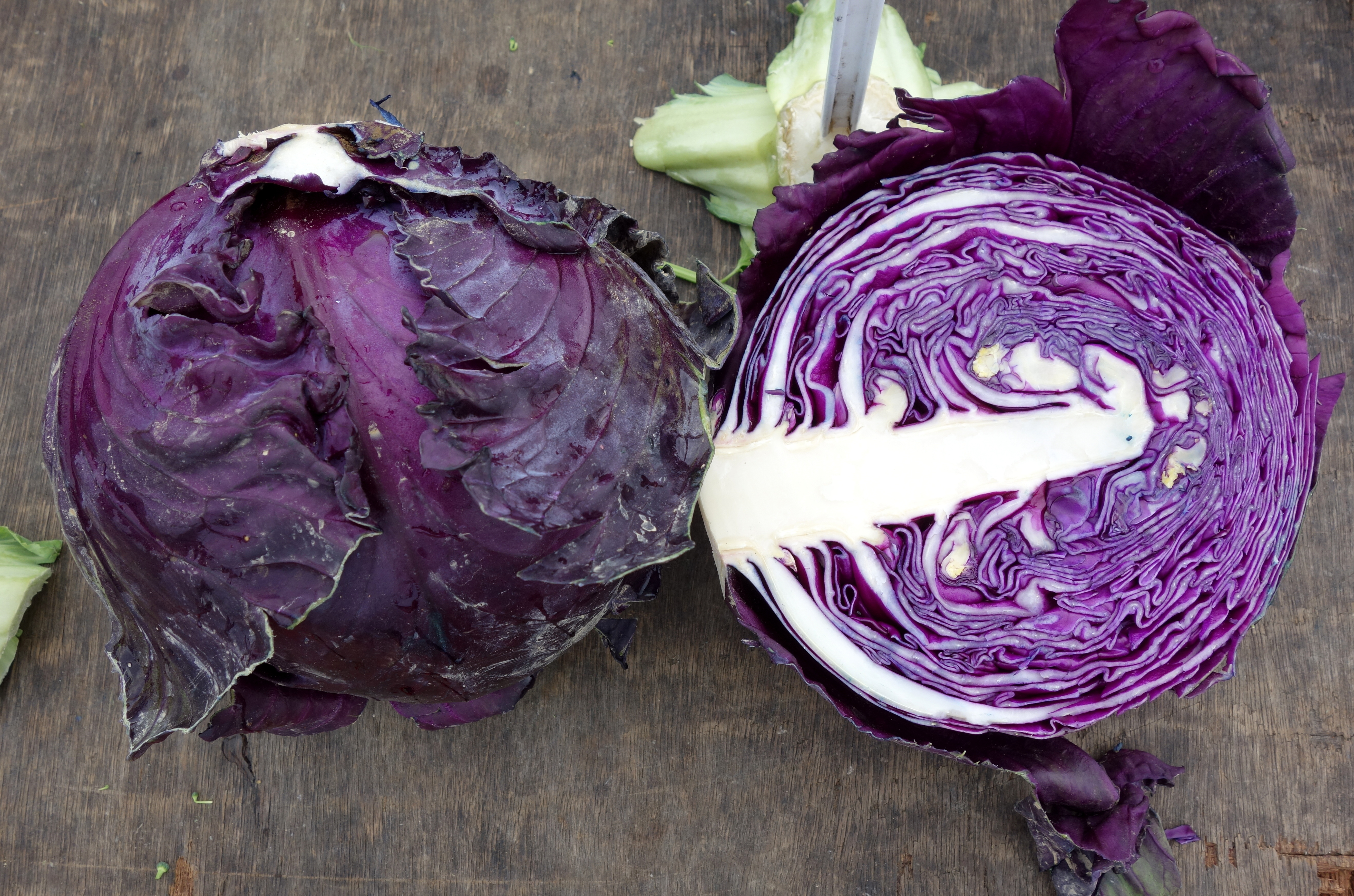
紫キャベツ

## 人間との関係

### 栽培
北半球における作型は大きく分けて「春撒き夏採り」、「夏撒き秋採り」、「秋撒き春採り」の3タイプがある。日本の場合、南北に長い幅広い地域を活かし、作型と早生晩生の品種を組み合わせることによって、ほぼ一年中どこかの産地が出荷する体制がとられている。「春撒き―」は寒冷地で行われる方法で、基本は夏撒きないし秋撒きである。
日本では通常育苗された苗を畑に植え付ける方法を採るが、水稲などと同じく省力化の点で直播技術も各種研究されている。寒冷地での春撒きの場合は、温暖な地域での育苗が必要である。群馬県嬬恋村の例では80㎞離れた苗畑で育苗している例もあるという。育苗を経る場合も農家が直接行うのではなく、種苗会社などによる苗の大量生産と機械による定植が増えている。これには規格化されたセルトレイの開発と普及が大きく、キャベツに限らず他の野菜でも見られる。
キャベツの発芽温度は15 - 30度が適温となり、春まきの場合は、最低温度が15度以下にならないように保温しながら育苗する。夏まきや秋まきでは、暑くなりすぎないように育苗箱や育苗ポットを風通しよくする。本葉が出たら1 - 2本ずつ育苗ポットに植え替え、引き続き温度管理しながら育てる。本葉が5枚前後のころが定植の適期となり、あらかじめ元肥を施して準備した畑の畝に植え付ける。株間は45 cm前後が目安になる。。定植から2週間ほどで中耕と追肥を行い、キャベツが十分な大きさに固く巻いてきたものから収穫する。収穫の際は、外葉を押さえて、株元を包丁で切り取って収穫する。収穫適期を過ぎると、そのうちキャベツが割れて腐りやすくなってしまうことがある。
生態節の通り、塩基性の石灰岩質の土壌を好む。キャベツはこのような土壌に多量に含まれるカルシウム、マグネシウム、カリウムなどの要求量が高いということはしばしば指摘されることである。カルシウム濃度はマグネシウムと比べて数倍から20倍だと成長が良いという。カリウムは不足すると結球が小さくなる。
土壌が酸性側に傾くと病害も発生しやすくなる。特に菌類の感染により根が瘤状に肥大し、その後腐敗する重要病害の根こぶ病は酸性土壌だと発生しやすいことが知られている。塩基性にpH調整をすることでキャベツの免疫力が上がり、根が病原菌に感染はするものの、発病しないのではないかと見られているが。根こぶ病は高温期に多発し、夏植えや秋植えの早い時期に問題になりやすい。
根こぶ病では薬剤散布なども行われるが、トウモロコシと輪作を行うと被害が軽減されるという報告がある。
病害としては発芽直後から定植前後の若い苗がピシウム属菌による立枯病も重要な病害の一つである。
苗の期間を除くとハウス栽培は稀で、生育期間中の殆どは露地栽培となることが一般的である。露地に置かれる期間が長いことから、害虫に対しては農薬散布が行われることが多い。モンシロチョウ、コナガ、オオタバコガ、ヨトウガ類、メイガ類などチョウやガの幼虫でキャベツの葉を食べるものは多く、過度な食害は商品価値を著しく落とす。寒冷紗などによる被覆も検討されており、害虫防除と減農薬の効果はあるという報告もある。一方で寒冷紗による被覆はアブラムシには効果がなく、遮光による成長への負の影響もあるというものもある。
寒冷紗は寒害対策として使うこともできる。寒冷紗のかけ方としては支柱を立てて少し浮かすと効果が高い。キャベツの寒害は組織の腐敗を伴い、低温馴化が不十分な状態での低温暴露による細胞死が原因である。
アブラナ科植物では害虫対策としていくつかの作物と混植すると効果があることが知られており、たとえばオオムギとキャベツの混植はアブラムシの発生を抑制する。クローバーを混植するとモンシロチョウ幼虫の天敵となるゴミムシ類の隠れ家になるだけでなく、なぜかチョウの産卵数まで減少するなどが知られている。
生態節の通り一定期間の低温（およびその後の高温）が引き金になり抽苔が始まる。抽苔が始まると食用部分である葉の品質低下が起こるため、キャベツやハクサイでは如何にして抽苔を抑制させるかということが栽培および育種の大きな課題の一つになっている。特にある程度大きくなった状態で低温期間になる「秋撒き―」では大事な要素の一つである。抽苔を起こしにくい系統なども作られており、これに関する一部の遺伝子は既に特定されているという。大規模な農作業的には秋撒きの方が個体差が少なく成長が均一で望ましい。花がほぼ咲かない不抽苔のキャベツも発見されており、2023年に関係遺伝子が特定されている。

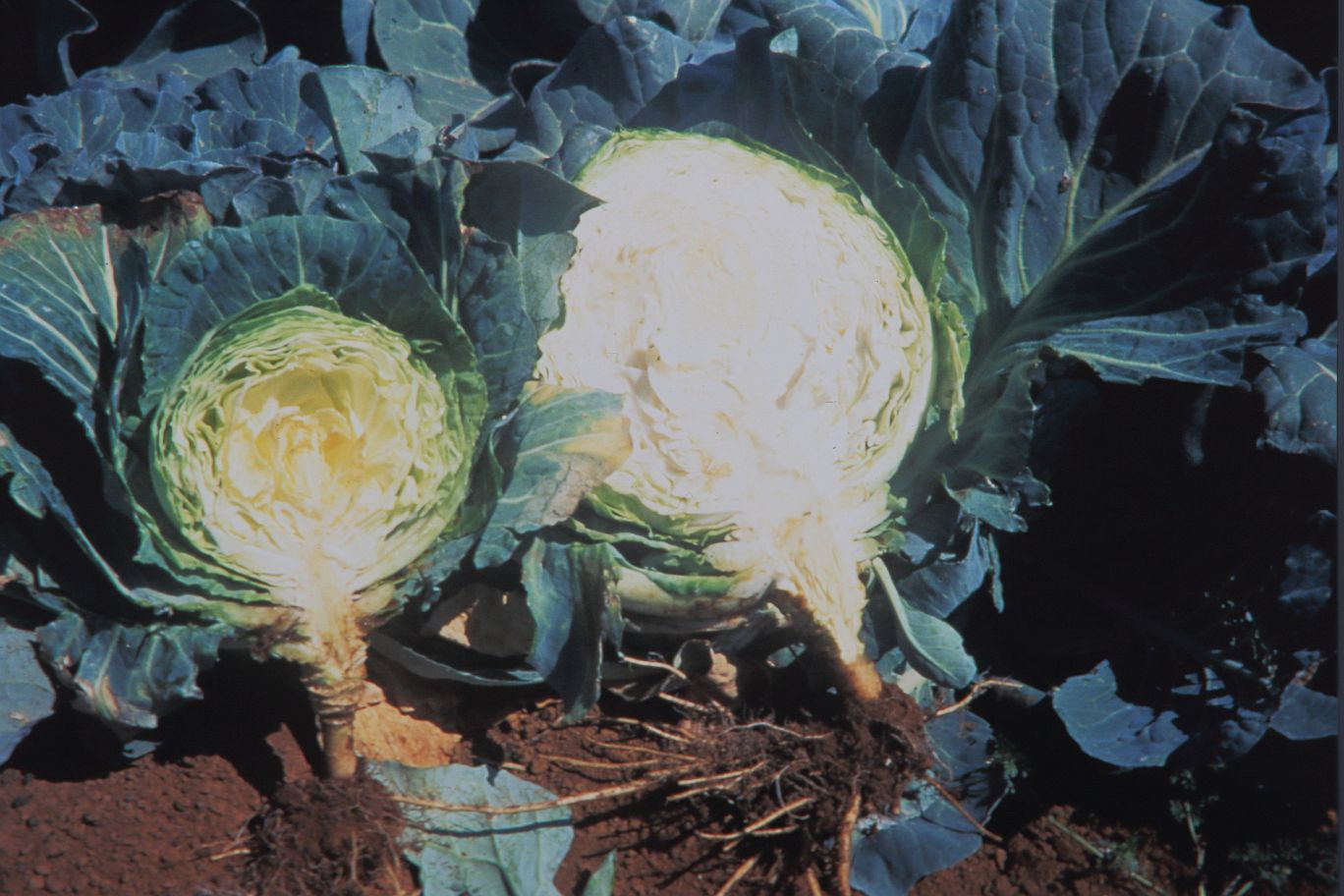
カリウム欠乏条件でのキャベツ（左）と対照個体（右）

### 食用
葉は野菜として食べることができ、通常は外葉を除き結球部のみを食用にする。外葉の方が結球葉よりも栄養価が高いということは、しばしば指摘されることである
日本ではサラダとして生食する方法が最も一般的であるが、世界的には加熱する調理法も多い。原産地であるヨーロッパでは地域を問わず広く食用にされている。伝統的にドイツやロシアといった北部の地域では、ザワークラウトやこれに類似する保存食品への加工がよく見られる。一種の漬物であるザワークラウトはそのまま食べられるほか、加熱してスープなどとして食べられることもしばしばで、単なる生食よりも好まれるという。塩漬けキャベツであるザワークラウトは乳酸発酵しており酸味がある。地中海沿岸のシリアではキャベツを発酵させる文化は無いものの、キャベツのサラダにはレモン汁をかけて食べるという。現代のシリアには酸味のある料理が多いが、レモン汁や未熟ブドウ果汁の利用が多く、酢を含む発酵酸味料はあまり見られないという。シリアではロールキャベツの原型になったといわれるブドウの葉で肉やコメを包む料理もあり、時にキャベツの葉で包むこともある。
キャベツの葉で肉などを包んで煮込んだロールキャベツは、キャベツの代表的な加熱料理の一つで、似たような料理が中東からヨーロッパ各地に知られる。スープ料理もロシアのシチーのほか各地で見られる。前述のようにヨーロッパでも北方の地域ではスープを作る際に生のキャベツではなく、ザワークラウト状にした塩漬けキャベツを用いることがしばしばある。寒冷で土地が痩せたヨーロッパ北部でもジャガイモとキャベツはよく育ったので、スープやポテトサラダなどをはじめこの2種類を使った料理も各地にある。朝鮮半島ではキムチの材料として、ニュージーランドでは包み焼きの葉として使われるという。
キャベツは葉物野菜にしては保存性が高いことも特長の一つであり、このことも通年流通を可能にしている>。伝統的に寒冷地では氷室でキャベツを保存することが世界的にみられたという。
栄養分として生の場合、可食部100グラム (g) あたりのエネルギー量は23 kcal (96 kJ)で、水分含有量は92.7 gを占める。栄養素は比率で炭水化物が5.2 gと最も多く、次いで蛋白質1.3 g、灰分0.5 g、脂質0.2 gと続く。食物繊維1.8 gのうち、水溶性は0.4 g、不溶性は1.4 gである。淡色野菜の中では、カロテンやビタミンCを多く含む野菜で、ビタミンC含有量は季節変動の影響をあまり受けず、夏場のホウレンソウよりも多い。ただし、キャベツのビタミンCは加熱すると半減してしまう。また、調理の過程で千切りにして水にさらした場合では、ビタミンCの減少率は約20%程度である。
狭義のビタミンではないものの、キャベツから発見されたビタミン様物質としてビタミンUがある。1950年にガーネット・チェイニー（Garnet Cheney）によって発見されたものである。ビタミンU含有量が多いのは夏に収穫されたもので、窒素肥料を多く与えた畑のものが多いという。
加熱しすぎると特有のにおいが出るが、この原因は硫化ジメチル、チオ硫酸メチルやイソチオシアン酸アリルなどの硫黄原子を含む化合物でアブラナ科にはしばしば含まれる。生のキャベツの苦味の元になっている成分も、硫黄原子を含むグルコシノレートという有機化合物から生じている。これらはアブラナ科植物にはよく含まれており、感受性には個人差がある。
キャベツに含まれる糖類を利用した酒や酢も作られている。

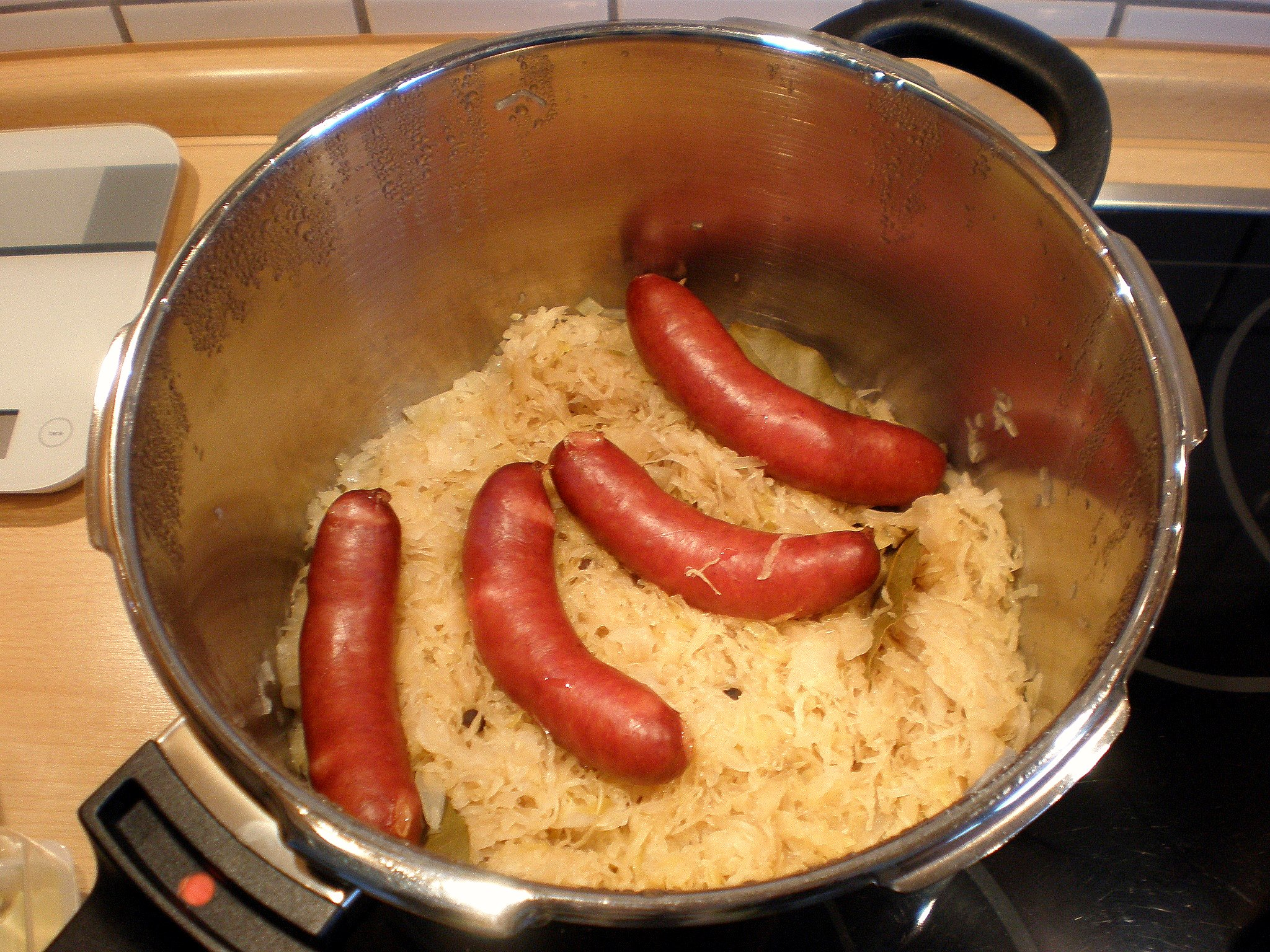
ザワークラウトとソーセージ
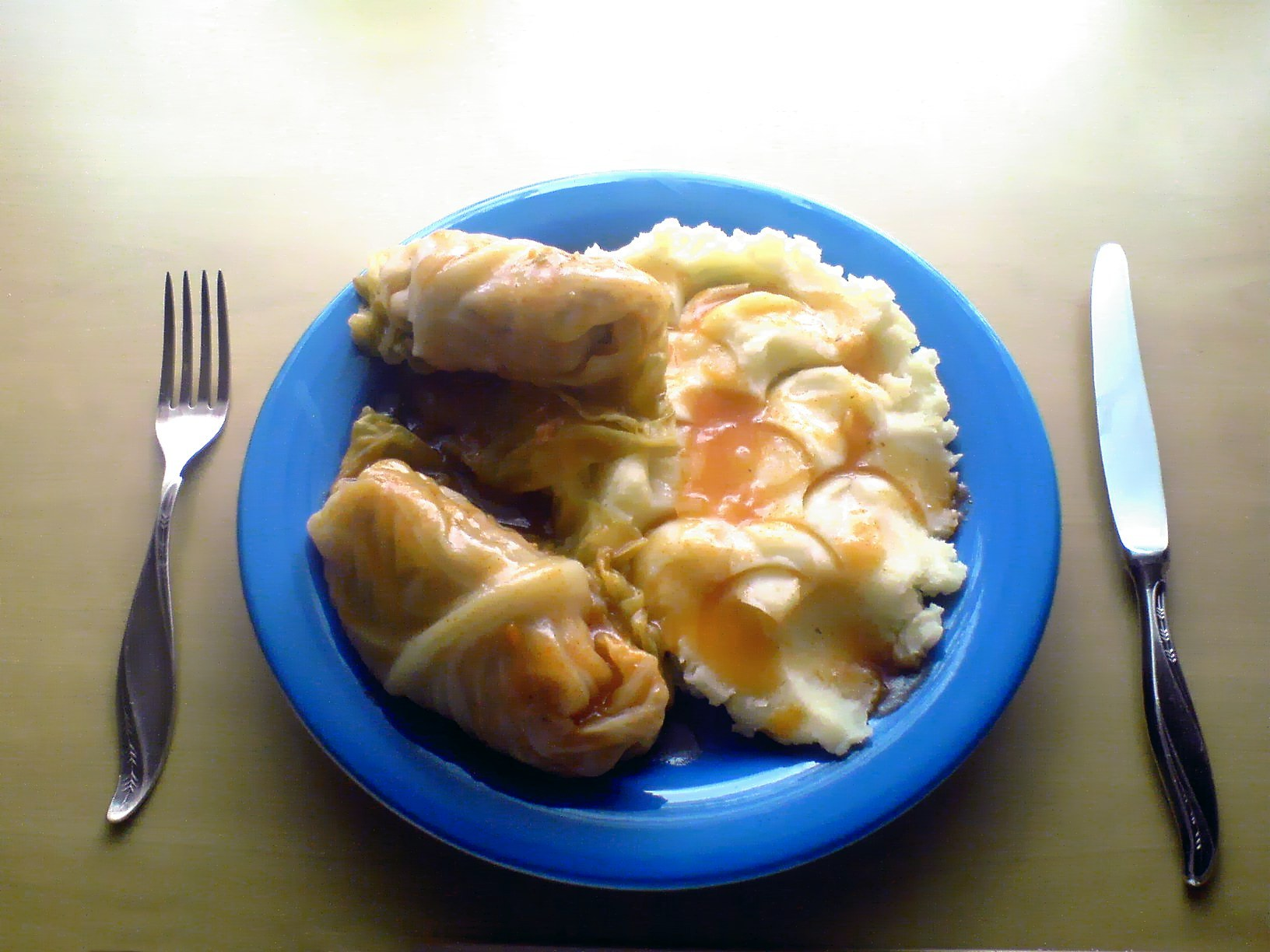
ゴウォンプキ（ポーランド風ロールキャベツ）
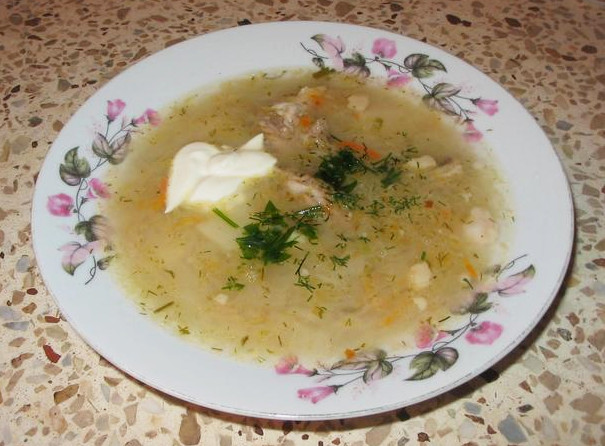
カプスニャク（ウクライナ風キャベツスープ）
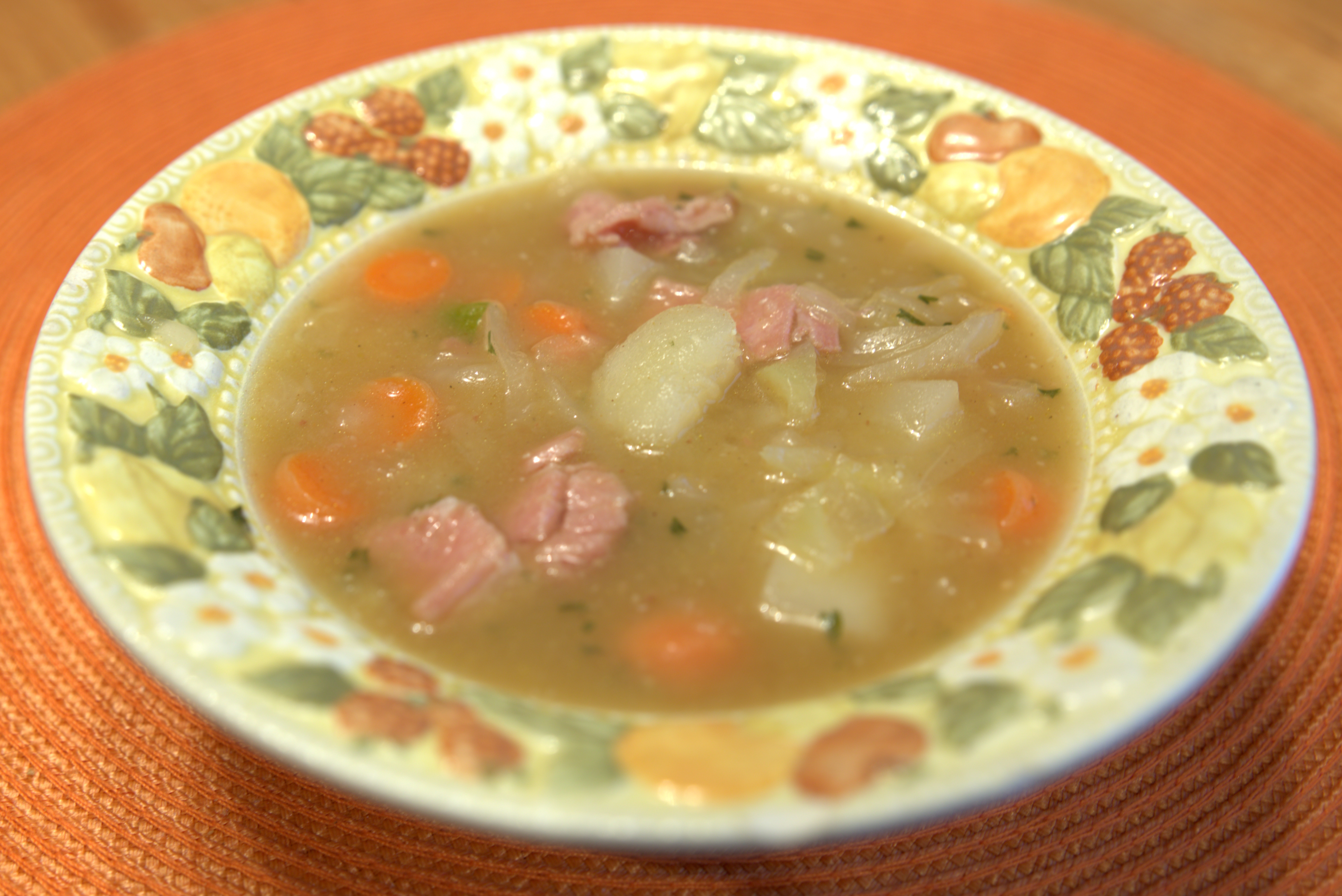
ドイツのキャベツスープ
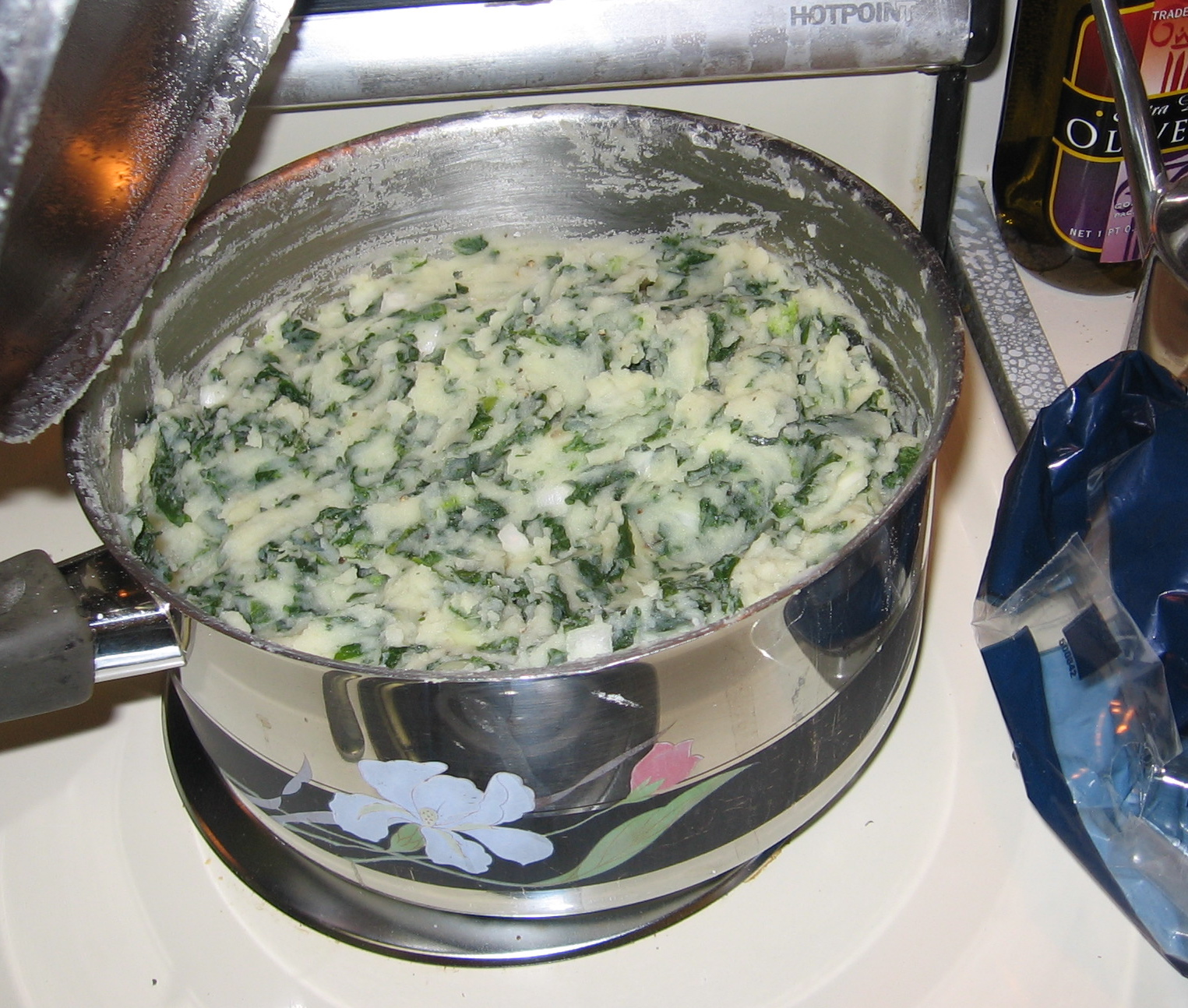
コルカノン（アイルランド風ポテトサラダ）
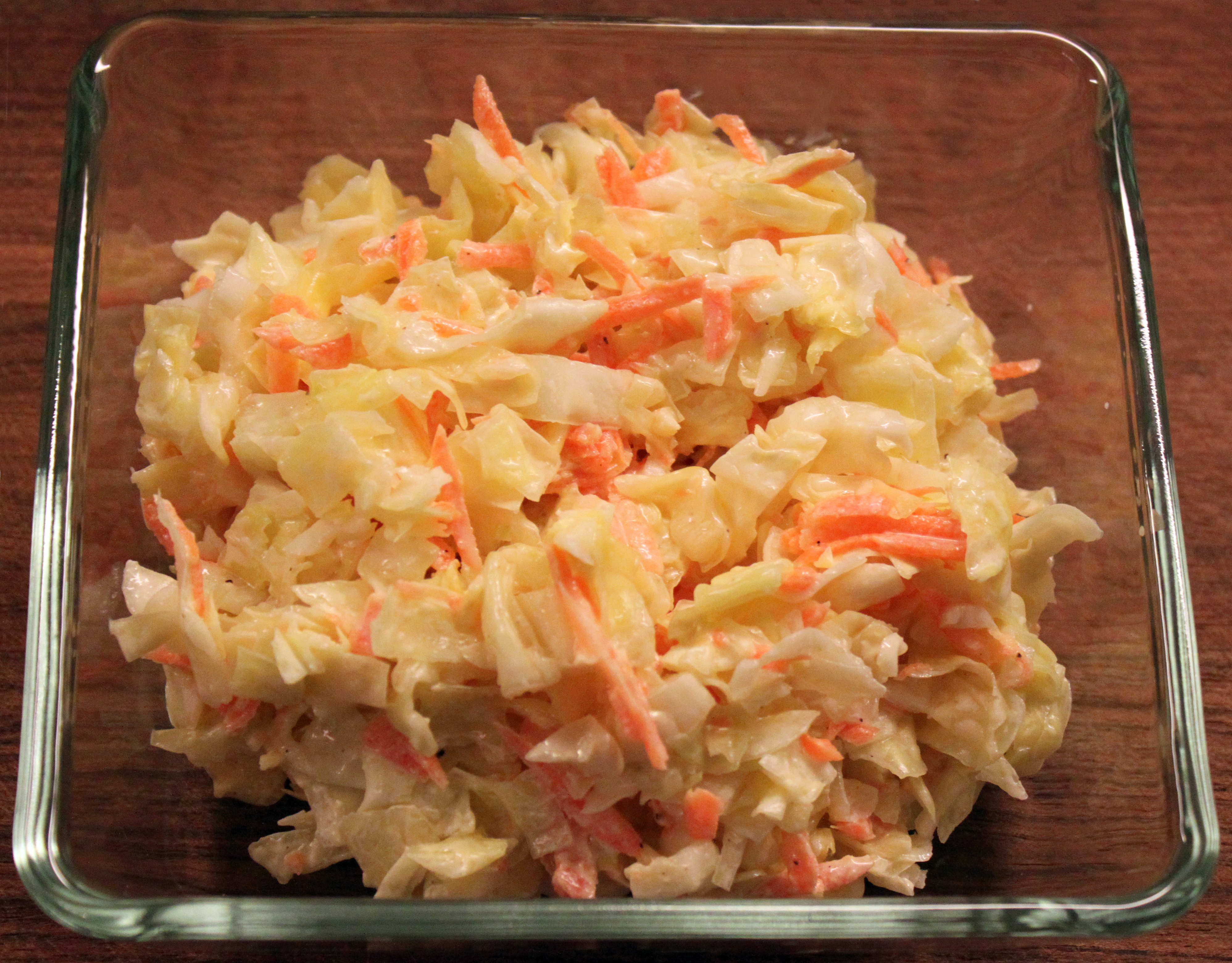
コールスロー

### 薬効
ヨーロッパを中心に痛み止めとして患部にキャベツの葉を貼るという治療法があるという。授乳期の乳の腫れにも同様にするという地方もあるが、これは医学的には効果がないことがわかっている。日本の民間療法でも、腰痛や筋肉痛に大きめの葉を火であぶって2 - 3枚重ねて貼るとしている。中国で書かれた『本草拾遺（ほんそうしゅうい）』には、「骨髄、筋骨に力をつけ、五臓六腑の機能を整え、関節、耳、目の機能を調製し、胃のつかえを取る」とあり、消化器の不調にも効くことが知られていた。
伝統的に胃腸薬としても知られていた。キャベツの胃腸への薬効実験で有名なのは前述のビタミンU発見者のチェイニーによるもので、胃潰瘍の患者に生のキャベツジュースを毎日飲ませると潰瘍が消失したというものである。日本ではこれを応用した胃腸薬が販売されている。胃腸への有効成分としてはビタミンU以外にある種のリン脂質なども注目されている。
潰瘍に効くことから抗癌性についても各種研究されている。
がん予防を含めた摂取推奨食品を集めたデザイナーフーズ計画（2012年廃止）においてはキャベツは上位に位置していた。
苦味成分のグルコシノレートががんのリスクを低減させるという報告もあるが、キャベツのグルコシノレートはヨウ素の体内摂取を妨げる働きもあることから、甲状腺肥大（甲状腺腫）の原因にもなるので、一度に食べ過ぎるのはよくないともいわれている。

#### 生産
全世界のキャベツの生産量は7000万トンほどで、そのうちの半分を中国が占める。
キャベツ生産量で世界をリードしているのは中国で、世界全体の生産量の半分以上を占め、2007年にはさまざまな種のキャベツ類3600万トン以上を生産している。
キャベツは、収穫時期により特定の産地へ生産が集中してきている。おおよそであるが、冬キャベツは愛知県（渥美半島など）が中心で、夏秋キャベツは群馬県（嬬恋村など）、北海道、長野県など。春キャベツは千葉県（銚子市など）、神奈川県（三浦市など）が主体となっている。
農業は、天候など予測しにくい要素によって生産量が左右され、生産者の頭を悩ませる。不作はもちろん、大豊作によっても、キャベツを発送したり梱包材（ダンボール）を購入する代金も出ないほど、卸売価格が暴落してしまう。
豊作により、市場卸売価格に相当な下落が見込まれる場合、農業協同組合から農林水産省へ届出を行い、緊急需給調整（市場隔離 一般には生産調整と称される）として、各農家に出荷を抑えるよう依頼する。これに協力して廃棄する場合には、大規模な生産農家に限り、交付金（2008年は、32円/kg。半分が農家による積立金、半分が税金）が支給される。
秋になると、生産過剰となった年には愛知県東三河地方（渥美半島など）や群馬県（嬬恋村など）で、生産調整によって廃棄されるキャベツの映像が報道される。そのキャベツは、畑の肥料としてトラクターで土と一緒に耕起することが多い。
一方で、中華人民共和国からの輸入が、2010年（平成22年）時点で3 - 6%程度行われている。
世界的に、中国や発展途上国を中心に、一人あたりの年間野菜消費量は先進諸国を越えて増加しており、特に中国はアブラナ属のキャベツなどの消費が拡大している。しかし、中国以外の地域のキャベツ消費量は減少傾向にある。アメリカのキャベツ年間消費量は、1920年は一人あたり10キログラムあったが、2002年には3.7キログラムへ減少している。ドイツのザウアークラウト消費量も減少しており、1990年代の10年間でドイツ国民一人あたりの年間消費量は、1.7キログラムから1.2キログラムまで減少した。こうしたキャベツ消費量が減少する現象は、都市環境が大きなところほど顕著であるといわれている。フランスでは、ケールの人気に押されて、1890年代からブルターニュ地方で栽培されていた甘いちりめんキャベツが姿を消しつつある。
近年の地球温暖化問題も、キャベツにとって大きな脅威となっている。キャベツは気温30度を超えると収穫量は減少し、35度以上になると種から育てたキャベツの苗は枯れてしまう。

### 象徴
英語でcabbagehead（キャベツ頭）は「石頭」の意（ドイツ方面のキャベツの固さから）。またKraut（クラウト）といえば侮蔑的にドイツ人のことを指す（ザワークラウトからの連想。ドイツ野郎）。一方、ドイツ語ではキャベツをコール（Kohl）というが、これはドイツ人の苗字にもなっている。例えばドイツ連邦共和国元首相のヘルムート・コールなどが挙げられる。またコール（Kohl）はスラングで「低能、バカ」と言う意味もある。オランダ語では、「キャベツ」「石炭」ともにkool(コール)である。つまり、ドイツ語のKohl(キャベツ)・Kohle(石炭)、英語のcoalは同語源である。カチカチに固いのが共通点である。フランスではキャベツをchouといい、愛情表現としてmon chou （monは英語のmyに相当）と男女が呼び合ったり、子供に対して言ったりする。
南ヨーロッパではキャベツはブドウの天敵とされ、ブドウ畑の近くにはキャベツを植えない。蜜蜂を介してキャベツの臭いがブドウに移るのを防ぐためと言われている。同様の理由で養蜂家はキャベツ畑の周りには巣箱を置かない。また、ギリシャ神話には酒神ディオニュソスとトラキアの王リュクルゴスにまつわるキャベツの起源伝説がある。
アメリカ南部では、元日にキャベツの葉を食べるとその年の金運が上昇するといわれている。ドイツやオランダ、ベルギーでは何百年ものあいだ、赤ちゃんはキャベツの葉の下から見つかっていると言われ続けていた。
ハロウィーンのキャベツ占いの伝統は、1835年の北アイルランドからあったといわれ、大西洋を渡ってアメリカにも伝わっている。目隠しをした若い男女が畑に連れて行かれ、キャベツを引き抜いて、茎の大きさや形で未来の伴侶を占うというものである。米国ニューイングランドとニュージャージー州の一部では、ハロウィーンの前夜は「キャベツ・ナイト」と今でもよばれている。キャベツ・ナイトの名称は、スコットランドのキャベツ（ケール）占いの風習から発しているといわれ、占いの役目を果たしたキャベツをドアに向かって投げつけて、その場から逃げ去る悪ふざけが伝統となっている。カナダのノヴァンコシア州都ハリファックスと、ニューイングランドの一部では、ハロウィーン前夜を「キャベツ・スタンプ・ナイト」（キャベツの幹の夜）とよんで、悪ふざけをする者がキャベツの幹で隣家のドアをたたく。
作曲家クロード・ドビュッシーは娘クロード＝エンマ・ドビュッシーをシュウシュウChouchou（キャベツちゃん）と呼んで可愛がり、愛娘のために『子供の領分』や『おもちゃ箱』といった作品を生んだ。
1982年（昭和57年）、アメリカにてキャベツ人形（キャベツ畑人形とも）が玩具メーカーのコレコによって量産化され、1980年代半ばに大ブームを巻き起こした。この人形は量産前の製作者が幼い頃「キャベツから生まれた」と聞かされていたため、「キャベツから子供が生まれる」というモチーフを元に作成されている。メーカーの説明によれば、キャベツの葉にある子宮から1億1500万個を超えるキャベツ人形が誕生したという。

## 歴史

### 起源
キャベツの原種は、ブラッシカ・オレラセア（Brassica oleracea、和名：ヤセイカンラン）という野草で、これから都合の良い性質を残して結球するキャベツが作られた。この原種は、ブロッコリー、カリフラワー、ケール、芽キャベツなどと同じ起源植物とされ、もともとヨーロッパ西部や南部の海岸地域原産の植物から生まれたものである。
世界最古の野菜のひとつといわれるキャベツは、古代よりイベリア人が利用していた原種がケルト人に伝わり、ヨーロッパ中に広まったとされる。紀元前6世紀にヨーロッパに侵入したケルト人が野生キャベツの栽培をはじめ、当時は結球しないケールのような姿の野菜であった。また野菜より薬草として用いられ、古代ギリシャや古代ローマでは胃腸の調子を整える健康食として食されていた。アテネのエウデモスが書いた『牧場論』に最初のキャベツの記述が見られる。初期の栽培品種にはブロッコリーのような茎があったが、ローマ時代に改良が進み、茎はなくなり大型化していった。遺伝学や言語学の研究から、ブラッシカ・オレラセアを原種とするキャベツは、はじめギリシアとローマの庭師によって栽培が可能になり、その後古代ローマ軍とともにヨーロッパ全土に広がり、イギリスに渡ったといわれる。結球したキャベツに言及した最初の記録は、博物学者の大プリニウスのものとされ、西暦77年の『プリニウスの博物誌』のなかで、キャベツを使った87種の薬をあげている。

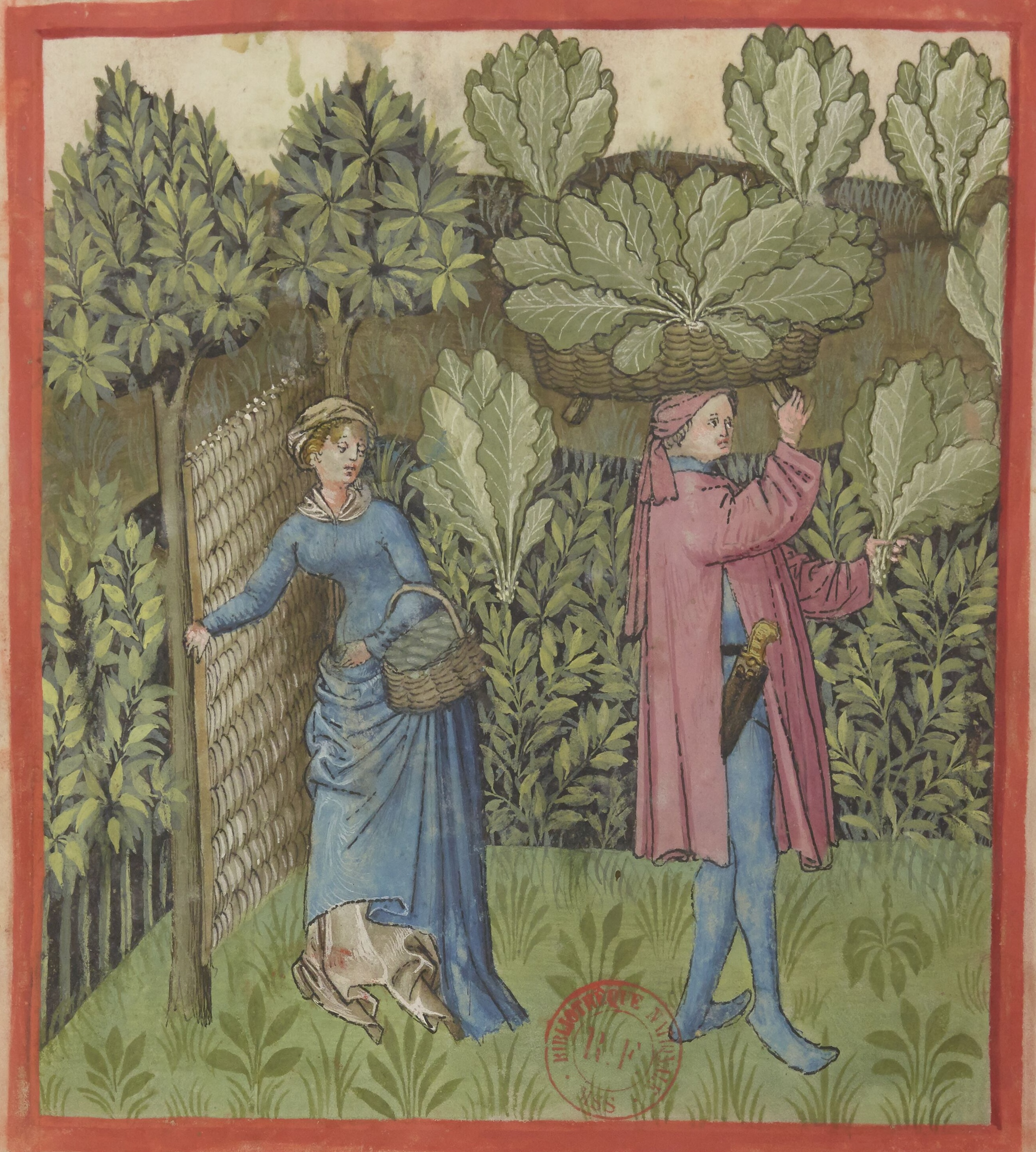
キャベツの収穫（15世紀ごろ）

9世紀頃に野菜としての栽培が広まった。現在日本で普及しているものは、12世紀から13世紀のイタリアで品種改良されたものが起源とみられる。13世紀のイギリスでは、現在のような球結性のキャベツの記録が残されている。13世紀から18世紀にかけて中世ヨーロッパでは、小作人など貧しい農民たちのあいだで自ら食べる分の食料として非課税対象であったキャベツを含む野菜が重宝され、穀物畑のすき間の空き地や農民の自家菜園で栽培された。18世紀のイギリスでは、耐寒性があるキャベツは、穀物飼料が不足する冬場の家畜の餌として適していたため、冬期の飼料作物として本格的に栽培されるようになっていた。
15世紀末にクリストファー・コロンブスが新大陸に到達してからは、16世紀から17世紀にかけてヨーロッパからの入植者たちの手によってキャベツ栽培が始められ、新世界全域に定着した。18世紀にアメリカ合衆国へ渡ると、より肉厚で柔らかく改良が進んだ。アメリカの先住民にとっても、交易をきっかけにキャベツ栽培が行われるようになった。19世紀のヨーロッパの貧農民にとってキャベツは生活の糧として最後の頼みの綱といえる野菜であり続け、アメリカの多くの貧しい労働者階級の家庭でもジャガイモと並んで毎日食卓に上がる安価でありふれた野菜であった。19世紀末には、輸送手段が発達したことにより、遠隔地間のキャベツの売買が可能になった。たとえばアメリカでは、夏は北部で生産したキャベツを南部に供給し、冬を越すころには南部産のキャベツが北部に送られた。
日本には江戸時代前期にオランダ人によって長崎に伝来したが、主に観賞用に一部で栽培されたとみられている。貝原益軒が1709年（宝永6年）に出版した『大和本草』にはオランダナ（紅夷菘）として「葉は大きくて艶がなく白っぽい。花はダイコンに似る。おいしい。3年で花が咲き、カブの仲間である」と紹介されている。しかし食用として広まることはなく、むしろ観賞用としてハボタンを生むこととなった。
結球性のキャベツは幕末の1850年代に伝わり、明治にかけて横浜周辺の根岸、子安、生麦などで居留地の外国人向けとして栽培されたが、一般の日本人が口にすることはなかった。
明治になると殖産興業の一環として栽培が奨励された。1870年（明治2年）農学者の津田仙が築地外国人居留地の居住者むけに種を取り寄せた。
1872年（明治4年）、北海道開拓使により札幌で試験栽培が行われ、北海道開拓使が発行した『西洋蔬菜栽培法』に「キャベイジ」の名で記載された。1874年（明治7年）内務省勧業寮が後の三田育種場で、欧米から取り寄せた種子で栽培試験を行ったのが、本格的な生産の始まりとされる。この後、増えた種子を日本各地42府県に配布と試作を依頼した。多くの地で栽培に成功し1893年（明治26年）には外国人避暑客のために、長野県北佐久郡軽井沢町でも栽培が始まった。
大正時代に品種改良が進められ、寒冷地に適することから、栽培は北海道のほか、東北地方や長野県で拡大した。
太平洋戦争前には洋食の習慣が普及しておらず需要も限られていたが、戦後の食料増産と食の洋風化が相まって生産量は急激に増加し、1980年代にはダイコンと並ぶ生産量となった。

## 名称
キャベツという名前は英語名キャベジ（Cabbage: 頭上の野菜の意）が転訛して名付けられており、英名の語源は古いフランス語のカボシュ（caboche: 頭でっかちの意）からきており、さらに古くはラテン語のカプト（caput: 頭の意）に由来する。別名の甘藍（カンラン）は漢名の甘藍（gānlán）から、玉菜（タマナ）は結球する性質に由来する。朝鮮語では양배추（ヤンペジュ）と呼ばれる。漢字表記は「洋白菜」で、「西洋ハクサイ」の意である。
フランス名は chou cabus 、イタリア名は cavolo という。
野菜としてのキャベツは、生産される季節により玉が固くしまって中が白い「冬キャベツ」と、巻がゆるくて緑色が濃い「春キャベツ」というように呼び分けも行われている。

## 参考書籍
- マグロンヌ・トゥーサン＝サマ 著、玉村豊男 訳『世界食物百科』原書房、1998年。ISBN 4562030534。
- メグ・マッケンハウプト 著、角敦子 訳『キャベツと白菜の歴史』原書房〈「食」の図書館〉、2019年4月23日。ISBN 978-4-562-05651-4。
- 猪股慶子監修 成美堂出版編集部編『かしこく選ぶ・おいしく食べる 野菜まるごと事典』成美堂出版、2012年7月10日。ISBN 978-4-415-30997-2。
- 貝津好孝『日本の薬草』小学館〈小学館のフィールド・ガイドシリーズ〉、1995年7月20日。ISBN 4-09-208016-6。
- 金子美登『有機・無農薬でできる野菜づくり大事典』成美堂出版、2012年4月1日。ISBN 978-4-415-30998-9。
- 講談社 編『からだにやさしい旬の食材 野菜の本』講談社、2013年5月13日。ISBN 978-4-06-218342-0。
- 主婦の友社 編『野菜まるごと大図鑑』主婦の友社、2011年2月20日。ISBN 978-4-07-273608-1。
- 田中孝治『効きめと使い方がひと目でわかる 薬草健康法』講談社〈ベストライフ〉、1995年2月15日。ISBN 4-06-195372-9。

- 矢野恒太記念会『数字で見る日本の100年』改訂第5版、ISBN 4-87549-438-6